# 源汇区
源汇区是中华人民共和国河南省漯河市的一个市辖区，区政府驻长江路99号，面积201平方公里，总人口約33万人。区人民政府駐幹河陳街道。

## 行政区划
源汇区下辖4个街道办事处、3个镇、1个乡：
老街街道、马路街街道、顺河街街道、干河陈街道、大刘镇、阴阳赵镇、空冢郭镇和问十乡。

## 人口
根據第七次人口普查數據，截至2020年11月1日零時，源匯區常住人口322334人。

## 交通
- 京广铁路：漯河站
- 京广高速铁路：漯河西站